# El Castell de Vilamalefa
El Castell de Vilamalefa (en castellà, en xurro El Castillo de Villamalefa i oficialment Castillo de Villamalefa) és un municipi del País Valencià que es troba a la comarca de l'Alt Millars, a la província de Castelló.

## Geografia
És un poble amb un terme molt muntanyós, que compta amb diferents paratges dignes d'esment com ara l'aldea de Cedraman, el riu de Vilafermosa, les fonts de sant Joan, de Picas, de la Tosca, d'Olmos i del Morron i la cascada el Chorrador. Limita amb els termes municipals de Vilafermosa, Sucaina, Lludient, Xodos i Llucena.

### Nuclis de població i massades

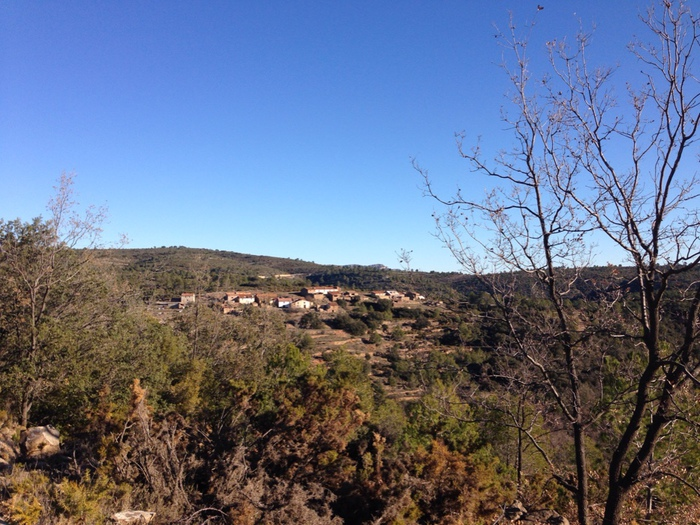
Vista llunyana del mas de Roque Chiva

- El Castillo de Villamalefa
- Cedraman
- El Codadillo
- El Hoyanau
- Las Umbrías
- La Granella
- Mas Quemao
- Mas Royo
- Mas de Adelantado
- Mas de Aguilar
- Mas de Barranco
- Mas de Bruno
- Mas de Ramos de Arriba
- Mas de Ramos de Abajo
- Mas de la Loma
- Mas de Montolío
- Mas de Negre
- Mas de Roque Chiva
- Mas de Royo
- Mas del Pozo
- Mas del Prao
- Mas de la Rocha

## Història
Les primeres notícies de què es tenen constància són d'època àrab quan el governador almohade de València, Zayd Abu Zayd, senyor del lloc, convertit al cristianisme amb el nom de Vicent Bellvís, feu concessió del terme i del castell primerament (1236) al bisbe de Sogorb i després (1247) al de Tarragona, el qual donà carta pobla en 1242 a cristians aragonesos perquè fundaren una nova població que denominaren Vilafermosa. Va formar part de la baronia d'Arenós.
Durant les bandositats del Regne de València, el 1472 Jaume d'Arenós es feu fort a la Mola de Vilafermosa, mentre altres fidels seus es tancaven als castells de Vilamalefa i de Lludient. Després d'una resistència molt dura i cruenta contra el petit exèrcit que va conduir Joan Roís de Corella i Llançol de Romaní, governador de València per a sotmetre'ls, Jaume d'Arenós fon vençut i pres. El conduïren a Barcelona, on rebé condemna a mort per rebel·lia i fou executat.
Altres senyors que es coneixen són: el duc de Gandia, la Corona i l'infant Jaume d'Aragó a qui Joan II (1398-1479) va desposseir del senyoriu a favor del seu fill Alfons.
La localitat fon testimoni actiu en les guerres carlines.

## Demografia
| 1990 | 1992 | 1994 | 1996 | 1998 | 2000 | 2002 | 2004 | 2006 | 2008 | 2010 |
| ---- | ---- | ---- | ---- | ---- | ---- | ---- | ---- | ---- | ---- | ---- |
| 151  | 139  | 132  | 137  | 130  | 115  | 103  | 108  | 101  | 88   | 102  |

## Economia
Agricultura.

## Política i govern

### Alcaldia
Des de 2011 l'alcalde del Castell de Vilamalefa és Diego Gallén Bou del Partit Popular (PP).
| Període                       | Alcalde o alcaldessa     | Partit polític | Data de possessió | Observacions |
| ----------------------------- | ------------------------ | -------------- | ----------------- | ------------ |
| 1979–1983                     | Jesús Adelantado Ibáñez  | UCD            | 19/04/1979        | --           |
| 1983–1987                     | Alfredo Gascó Mor        | CDS            | 28/05/1983        | --           |
| 1987–1991                     | Miguel Vidal Bachero     | PDP-CV         | 30/06/1987        | --           |
| 1991–1995                     | Sebastián Gimeno Gimeno  | PP             | 15/06/1991        | --           |
| 1995–1999                     | Sebastián Gimeno Gimeno  | PP             | 17/06/1995        | --           |
| 1999–2003                     | Victoriano Granel Ibáñez | PP             | 03/07/1999        | --           |
| 2003–2007                     | Sebastián Gimeno Gimeno  | PP             | 14/06/2003        | --           |
| 2007–2011                     | Sebastián Gimeno Gimeno  | PP             | 16/06/2007        | --           |
| 2011–2015                     | Diego Gallén Bou         | PP             | 11/06/2011        | --           |
| 2015–2019                     | Diego Gallén Bou         | PP             | 13/06/2015        | --           |
| 2019-2023                     | Diego Gallén Bou         | PP             | 15/06/2019        | --           |
| Des de 2023                   | n/d                      | n/d            | 17/06/2023        | --           |
| Fonts: Generalitat Valenciana |                          |                |                   |              |

### Eleccions municipals de 2015
| Candidatura | Candidatura                               | Cap de llista       | Vots | Regidors | % vots |
| ----------- | ----------------------------------------- | ------------------- | ---- | -------- | ------ |
|             | Partit Popular de la Comunitat Valenciana | Diego Gallén Bou    | 70   | 5        | 86.42  |
|             | Partit Socialista del País Valencià       | Sergio Tomás Romero | 2    | 0        | 2.47   |
|             | En blanc                                  |                     | 3    |          | 3.70   |
|             | Nuls                                      |                     | 4    |          | 4.71   |
| Total       | Total                                     | 79                  | 79   | 5        |        |

## Monuments
- Església parroquial de Sant Pere (El Castell de Vilamalefa)Castell.

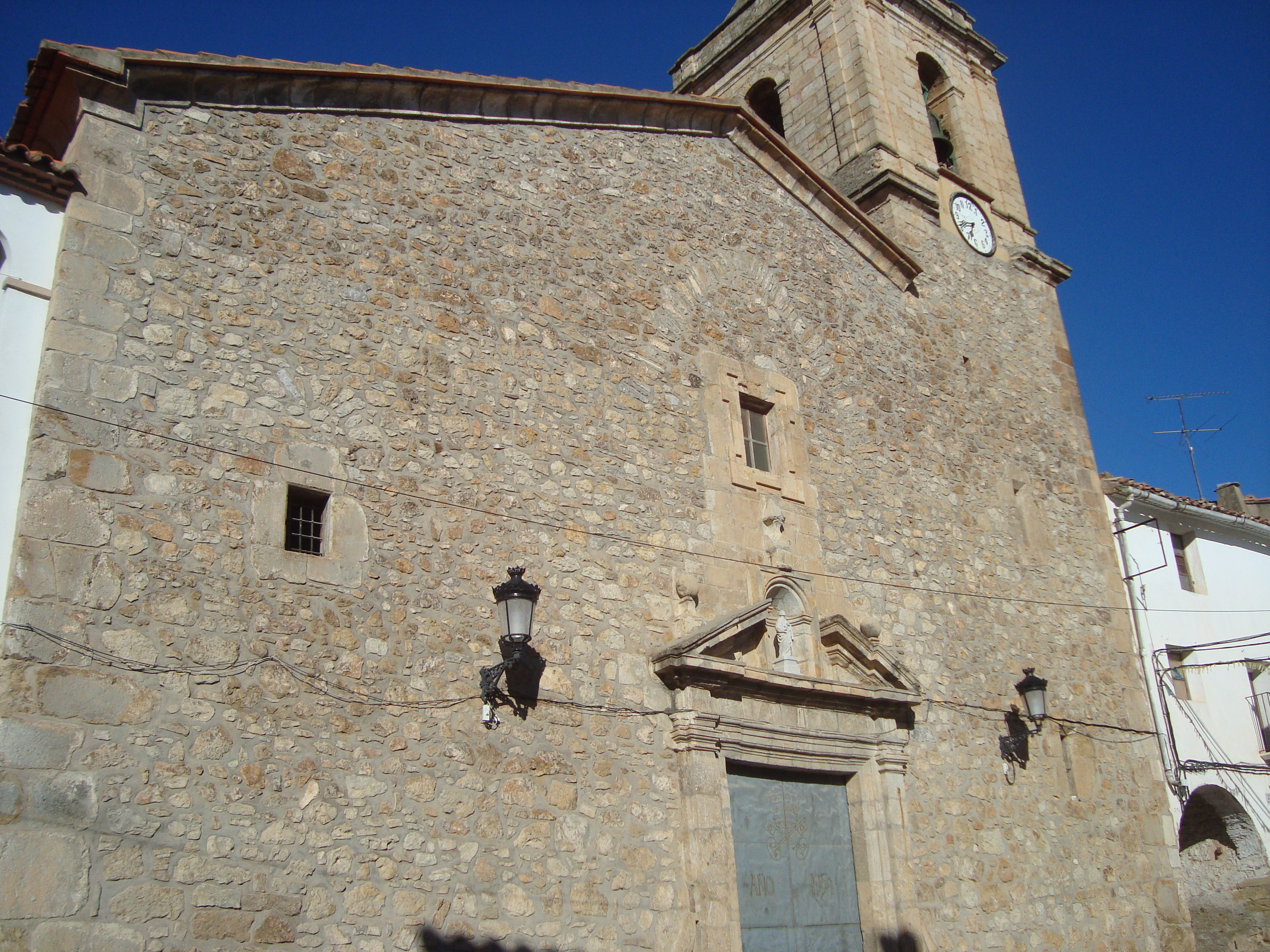
Església parroquial de Sant Pere (El Castell de Vilamalefa)

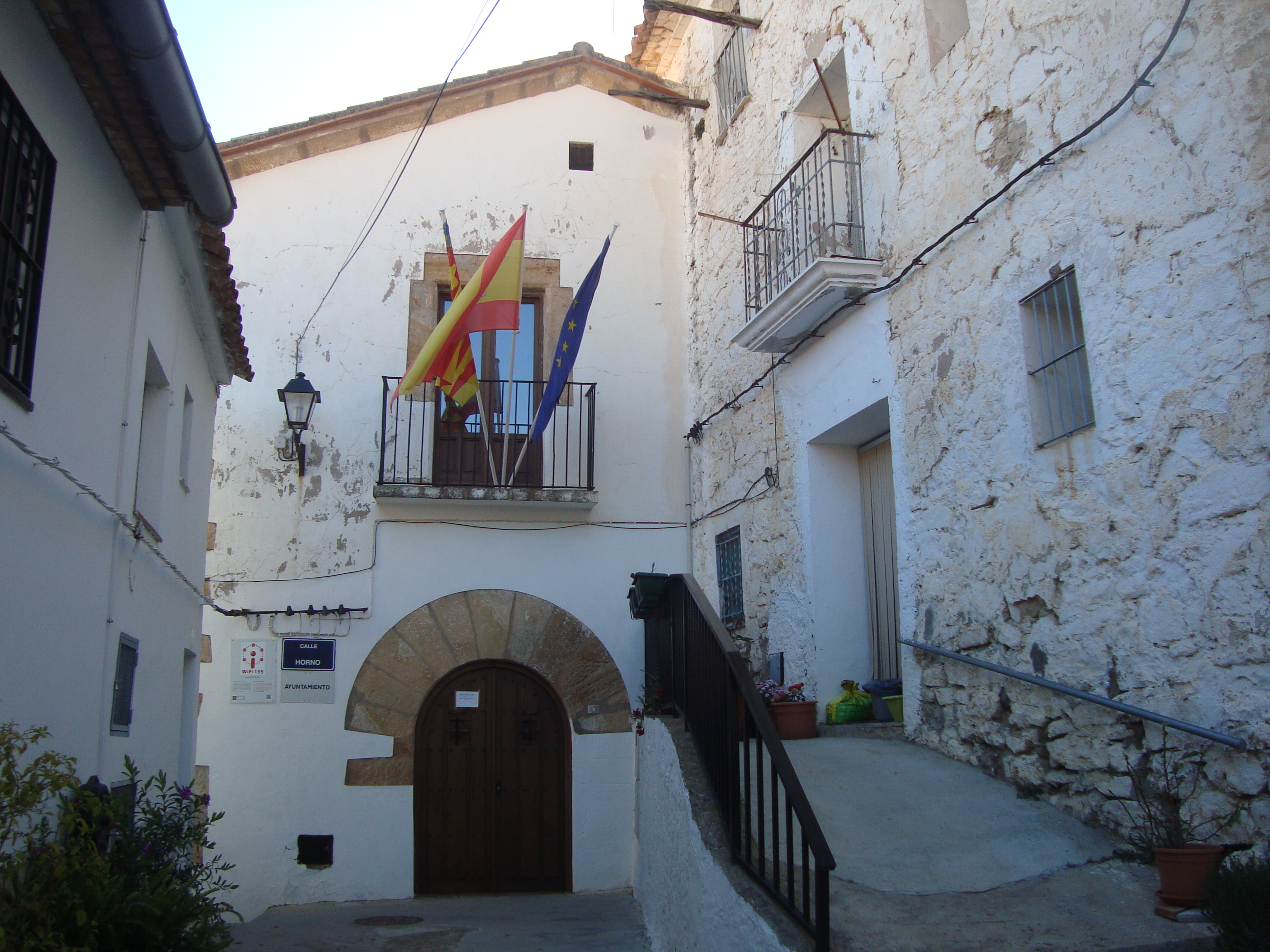
Ayuntamiento del Castillo de Villamalefa

La major part ha desaparegut, ja que el general Espartero va ordenar-ne la demolició. Moltes de les seues restes s'han utilitzat en la construcció de diversos edificis de la població. Hui dia només poden apreciar-se algunes restes de muralles, els fonaments d'algunes torres i vestigis d'un aljub.
- Cedraman.

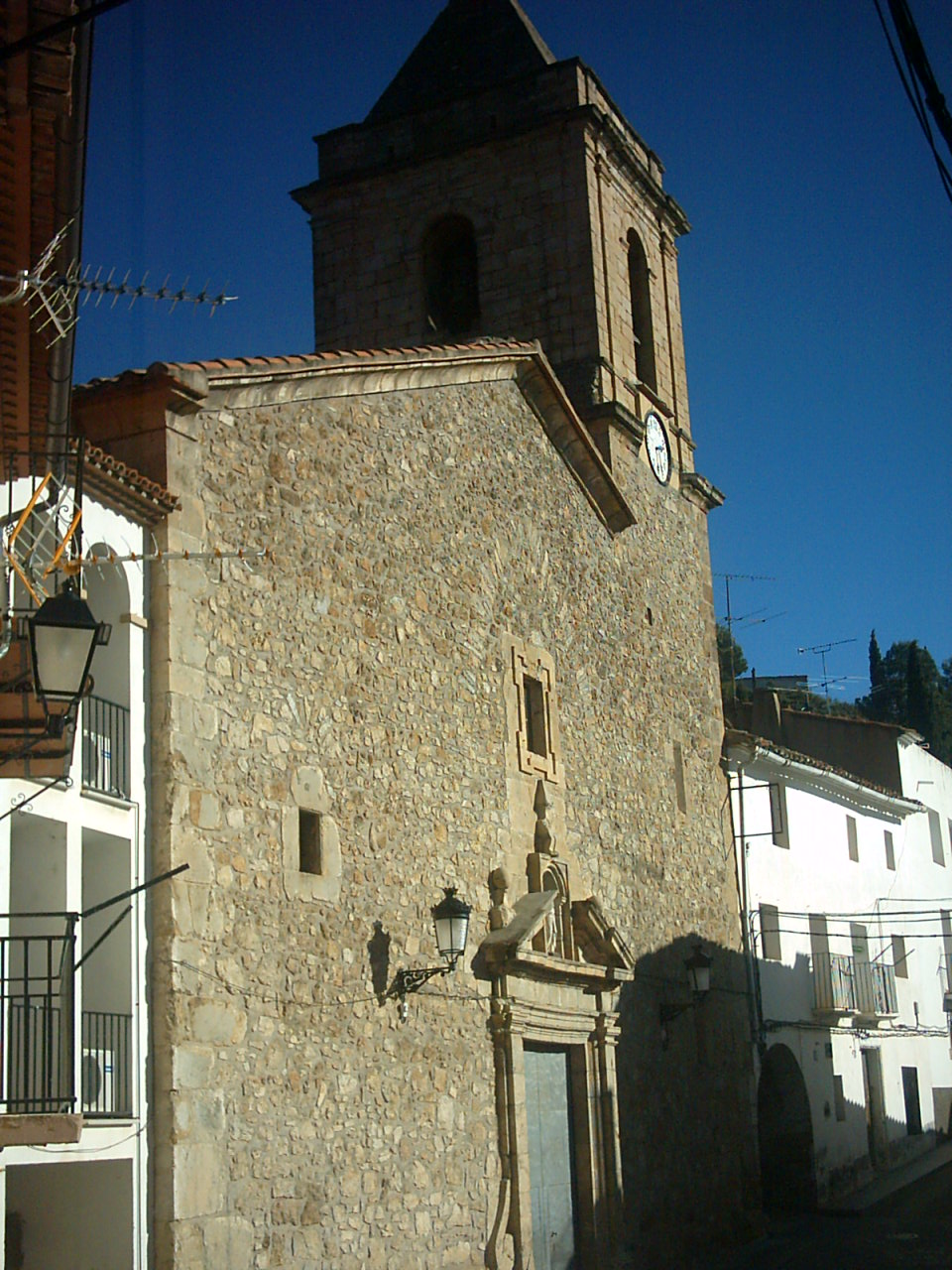
Església parroquial del Castell de Vilamalefa

En el caseriu de Cedraman va nàixer un fill de Zayd Abu Zayd, qui va concedir als habitants del lloc privilegis de què van fruir fins al segle passat.
- Església de Sant Pere. Del segle xvii.

És d'estil barroc rural, amb una sola nau amb capelles sense decoració. Conserva una creu parroquial del segle xvi.
- Palau del rei Zeit.

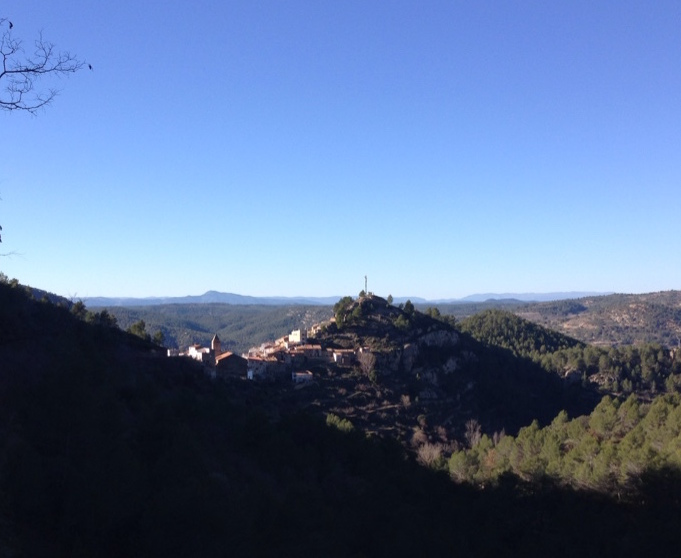
Vista llunyana del Castell de Vilamalefa

Només es conserven tres arcs que formen el que actualment es coneix com a Porxo i que han servit fins fa pocs anys de refugi de les cavalleries dels viatgers. Estos arcs i algun altre que es conserva en l'interior o a les portes d'algunes cases que els envolten formaven part de l'antic palau moro on va nàixer el fill d'Abu Zayd. Allí anaven a donar a llum les dones dels pobles pròxims, i és per això que se'l coneix també com La Paridera. Es troba en el centre de Cedraman.
- Ermita del Calvari.

## Festes i celebracions locals
- Festa dels Desemparats. Se celebra l'1 de maig.
- Sant Antoni. Se celebra el 17 de gener amb benedicció d'animals, missa i sopar de germanor.
- Festes patronals. Se celebra el tercer cap de setmana de setembre amb bous al carrer i balls en honor del Crist del Calvari.
- Sant Sebastià. Se celebra el 20 de gener amb una romeria a l'ermita del sant i amb una fira.